# Public Library Association
La Public Library Association (PLA), fondée en 1944, est une division de la American Library Association (ALA) dont le but déclaré est de renforcer les bibliothèques publiques et leur contribution aux communautés qu'elles desservent. Son siège se trouve à Chicago.

## Histoire

### Formation
En mars et octobre 1944, le ALA Council vote pour la création de la Division of Public Library. Le but de la division serait de « promouvoir les intérêts des bibliothèques publiques et de participer à promouvoir les services de bibliothèque en général ». Au moment de sa formation, la Public Library Association est composée de 1295 membres et se divise en huit sections dédiés respectivement à l'éducation des adultes, aux bibliothécaires en succursales, aux affaires et la technologie, au prêt de documents, aux bibliothécaires de bibliothèques publiques de grande surface, aux commandes et à la sélection de livre, aux bibliothécaires de service et aux petites bibliothèques.

### Années 1970
Dans les années 1970, l'Association met en place un nouveau projet, la Proposed Public Library Goalts Feasibility Study, et crée trois groupes de travail associés à différents groupes d'âges afin d'examiner les objectifs, les missions et les normes de services présentes au sein des bibliothèques publiques,. Durant ces activités, l'accent est mis sur les besoins du public plutôt ce qui est traditionnellement offert à l'époque et sur les mesures qualitatives plutôt que quantitatives. Cette démarche mène à la création du Planing Process for Public Libraries. Le document, qui serait publié en avril 1980, fournit des instructions pour les bibliothèques publiques souhaitant s'engager dans un processus de planification stratégique.

## Publications

### Public Libraries
Public Libraries est le magazine officiel de l'association. Le magazine, publié au départ de manière trimestrielle, devient une publication bimensuelle vers la fin des années 1980. Public Libraries Online est le site web complémentaire du magazine.

### Public Library Data Service Statistical Report
Le Public Library Data Service Statistical Report rassemblait les résultats de l'enquête annuelle du Public Library Data service (PLDS) avant que l'annulation de cette dernière ne soit votée par le Mesurement, Evaluation and Assessment Committee (MEAC) à partir de l'année 2019,. Le rapport avait été conçu pour aider les bibliothèques à obtenir des informations sur les bibliothèques les plus performantes, à comparer les niveaux de services et l'utilisation des technologies et à fournir des documents pour les demandes de financement. Les données statistiques anciennement publiées dans le rapport peuvent être consultées par les abonnés à partir de l'outil Benchmark: Library Metrics and Trends depuis le lancement de ce dernier, en 2021.